# Shannonomyia nacrea
Shannonomyia nacrea är en tvåvingeart som först beskrevs av Alexander 1913.  Shannonomyia nacrea ingår i släktet Shannonomyia och familjen småharkrankar.
Artens utbredningsområde är Jamaica. Inga underarter finns listade i Catalogue of Life.